# Velîkooleksandrivka, Vasîlkivka
Velîkooleksandrivka (în ucraineană Великоолександрівка) este localitatea de reședință a comunei Velîkooleksandrivka din raionul Vasîlkivka, regiunea Dnipropetrovsk, Ucraina.

## Demografie
Componența lingvistică a localității Velîkooleksandrivka
     Ucraineană (94,21%)
     Rusă (5,69%)
     Alte limbi (0,1%)
Conform recensământului din 2001, majoritatea populației localității Velîkooleksandrivka era vorbitoare de ucraineană (94,21%), existând în minoritate și vorbitori de rusă (5,69%).